# Premio Pulitzer
Il premio Pulitzer è un premio statunitense, considerato come la più prestigiosa onorificenza nazionale per i campi del giornalismo, dell'arte e della letteratura.

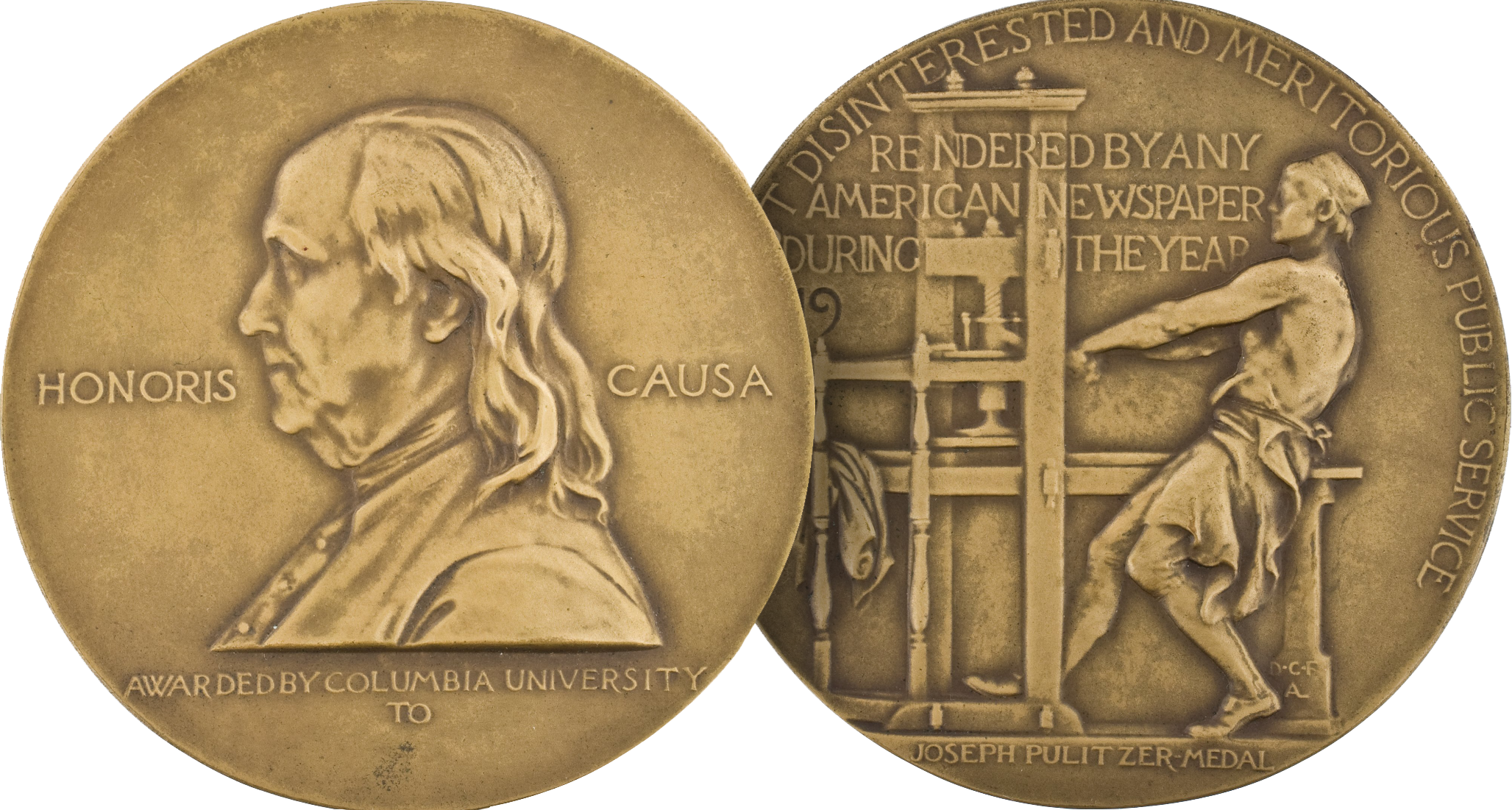
Medaglia d'oro del premio Pulitzer

Il premio venne istituito da Joseph Pulitzer ed è gestito dalla Columbia University di New York.
Attualmente l'associazione conferisce 23 premi annuali, suddivisi nei campi del giornalismo, della letteratura e della musica.Il vincitore di ogni categoria riceve anche un premio in denaro pari a 15.000 dollari statunitensi.

## Storia
Fu istituito dal giornalista ungherese-statunitense e magnate della stampa statunitense Joseph Pulitzer (1847-1911), che alla sua morte lasciò tutti i suoi averi alla Columbia University. Una parte del suo lascito è stata usata per la Scuola di giornalismo dell'università nel 1912. Il premio fu assegnato per la prima volta nel 1917, nelle sole categorie Reporting (internazionale, per una serie di articoli sull'Impero tedesco), Editoriale, Storico e Biografico.

## Caratteristiche
I premi vengono assegnati annualmente (tradizionalmente nel mese di aprile) a coloro che si sono distinti particolarmente in una delle 23 categorie considerate, dalla cronaca, alla fotografia, alla vignetta, alla fiction, alla letteratura, alla musica.
L'ambito riconoscimento premia non solo il lavoro di giornalisti e fotoreporter distintisi in vari settori dell'informazione e nella documentazione audiovisiva dei principali avvenimenti dell'anno, ma anche autori di testi di narrativa, storici, drammaturghi e compositori. Può essere assegnato sia al singolo giornalista sia alla redazione.
In venti di queste categorie, ciascuno dei vincitori riceve un certificato e una ricompensa in contanti di 15.000 dollari statunitensi. Il vincitore nella categoria di pubblico servizio nel giornalismo riceve una medaglia d'oro, che va sempre al giornale, anche se il giornalista può essere nominato nella citazione.
Ogni anno viene selezionata una giuria di oltre 100 membri che si suddivide in 22 giurie, questo perché una delle giurie sceglie entrambi i vincitori nelle categorie fotografiche.
Nel 2010, per la prima volta, il premio Pulitzer fu assegnato a un sito web, ProPublica.org, nella sezione relativa al giornalismo investigativo per l'inchiesta sugli ospedali dopo il passaggio dell'uragano Katrina.

## Record e vincitori famosi
Nella storia del premio, vi sono tre persone che hanno ricevuto quattro premi Pulitzer: Robert Frost (per la Poesia), Eugene O'Neill (per la Drammaturgia) e Robert E. Sherwood (per Drammaturgia e biografia).
Tra i vincitori più famosi del premio spiccano Kendrick Lamar e Robert Frost. 
Inoltre, il comitato di assegnazione del premio si riserva la facoltà di conferire una citazione speciale a vari personaggi che hanno influenzato la cultura di massa; tra essi vi sono Bob Dylan, Scott Joplin e Hank Williams.

## Categorie

### Premi attuali

#### Giornalismo
- di pubblico servizio (Public Service)
- di ultim'ora (Breaking News Reporting)
- divulgativo (Explanatory Reporting)
- Investigativo (Investigative Reporting)
- Locale (Local Reporting)
- Nazionale (National Reporting)
- Internazionale (International Reporting)
- Miglior articolo (Feature Writing)
- di commento (Commentary)
- di critica (Criticism)
- Editoriale (Editorial Writing)
- Vignetta editoriale (Editorial Cartooning)
- Fotografia di ultim'ora (Breaking News Photography)
- Servizio fotografico (Feature Photography)

#### Arti e lettere
- Narrativa (Fiction)
- Drammaturgia (Drama)
- Storia (History)
- Biografia e autobiografia (Biography or Autobiography)
- Memoir o autobiografia (Memoir or Autobiography)
- Poesia (Poetry)
- Saggistica (General Non-Fiction)
- Musica (Music)

### Premi del passato
- Premio Pulitzer per il romanzo (Novel)